# Abwehr

Phù hiệu của lực lượng Abwehr.

Abwehr (phát âm [ˈapveːɐ̯], Defence) là một cơ quan tình báo quân sự Đức Quốc xã, tồn tại trong giai đoạn 1920 - 1945. Mặc dù thực tế rằng Hiệp ước Versailles cấm người Đức hoàn toàn việc thành lập một tổ chức tình báo của riêng mình
Đức thành lập một nhóm tình báo vào năm 1920 nằm trong Bộ quốc phòng, gọi là Abwehr. Mục đích ban đầu của Abwehr là phòng thủ chống lại hoạt động gián điệp nước ngoài, vai trò này sau này đã phát triển đáng kể. Để làm việc này, Abwehr thu thập thông tin trong nước và nước ngoài, hầu hết dưới dạng tình báo dùng con người. Dưới sự chỉ đạo của tướng Kurt von Schleicher các đơn vị tình báo cá nhân vụ quân sự được kết hợp và vào năm 1929, do Bộ Quốc phòng Đức chỉ huy, đã tạo nền tảng cho Abwehr. Mỗi 'căn cứ' Abwehr trên toàn nước Đức dựa trên các phân vùng quân đội và nhiều văn phòng được mở ra tại các quốc gia trung lập và trong các vùng lãnh thổ bị chiếm đóng khi lãnh thổ Reich mở rộng ra. Khi Adolf Hitler thay thế Bộ Chiến tranh bằng OKW và thực hiện phần tổ chức của từng "nhân viên làm việc" của Quốc trưởng (Führer) trong tháng 6 năm 1938, Abwehr đã trở thành cơ quan tình báo và Phó Đô đốc Wilhelm Canaris là lãnh đạo của tổ chức này.